# Sint-Amanduskerk (Leupegem)

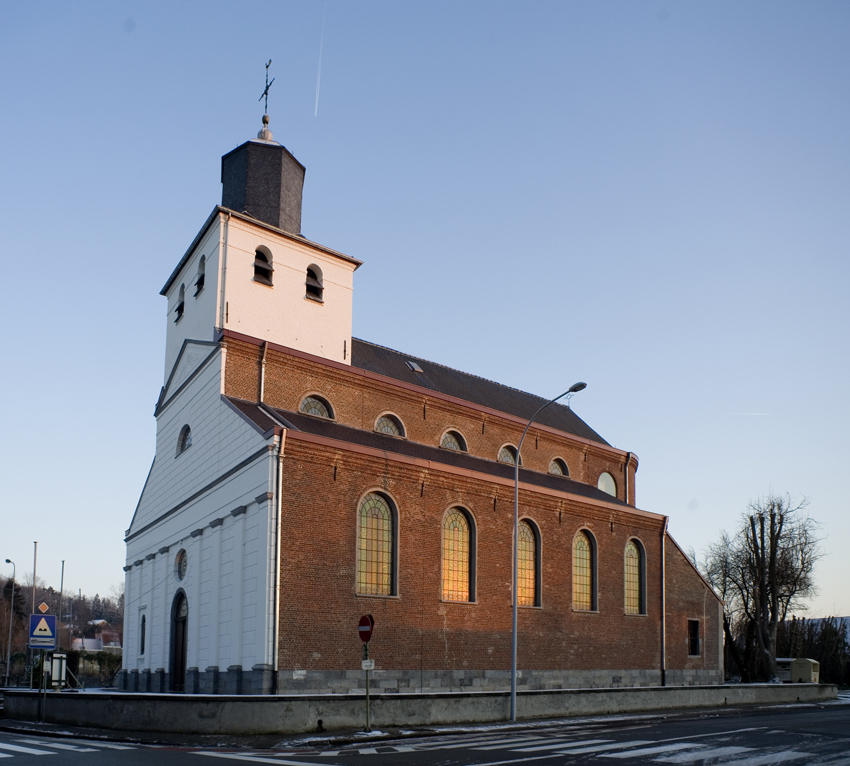
Sint-Amanduskerk

De Sint-Amanduskerk is de parochiekerk van de tot de Oost-Vlaamse gemeente Oudenaarde behorende plaats Leupegem, gelegen aan Dokter Honore de Wolfstraat 2.

## Geschiedenis
Waarschijnlijk had Leupegem al in de 8e eeuw een eigen kerkje dat afhing van de parochie van Volkegem. In 1110 kwam het patronaatsrecht aan de Abdij van Ename. Dit was het Schipperskerkje, gelegen aan de Kaaistraat later Armenlos genaamd. Dit kerkje werd, samen met het aanpalende kerkhof, verkocht om geld te verwerven voor de bouw van een nieuwe kerk. Deze neoclassicistische kerk kwam in 1830 gereed.
De kerk liep schade op tijdens de Eerste Wereldoorlog en in 1921 werd de kerk hersteld. In 1925 werd een reliëf aan de voorgevel geplaatst.

## Gebouw
De kerk is naar het zuiden georiënteerd en heeft een merkwaardige voorgevel met fronton, reliëf en oculus. Op de voorgevel bevindt zich een lage vierkante toren, bekroond met een achthoekige houten lantaarn. In 1978 werd aan de kerk een kapel ter ere van Sint-Rita aangebouwd. Het koor heeft een halfronde apsis.

## Interieur
Het schilderij Verrijzenis is van het 4e kwart van de 18e eeuw. Het meeste kerkmeubilair stamt uit de 19e of begin 20e eeuw. Het orgel is van 1866 en werd vervaardigd door Anneessens.

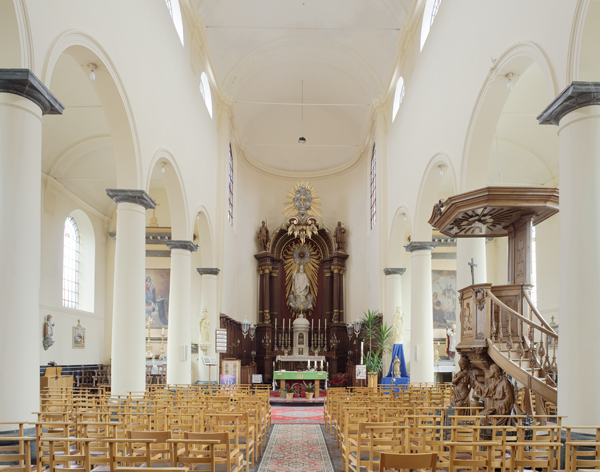
Interieur
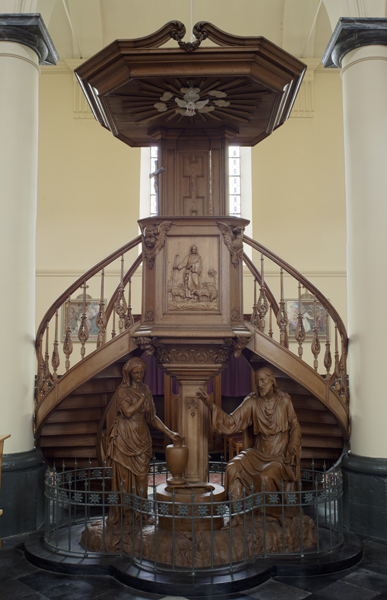
Preekstoel
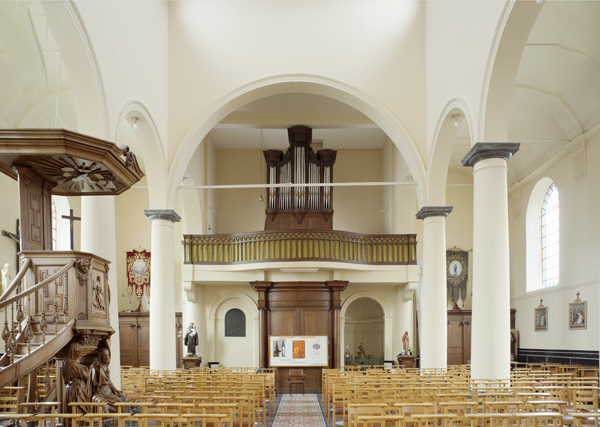
Orgel
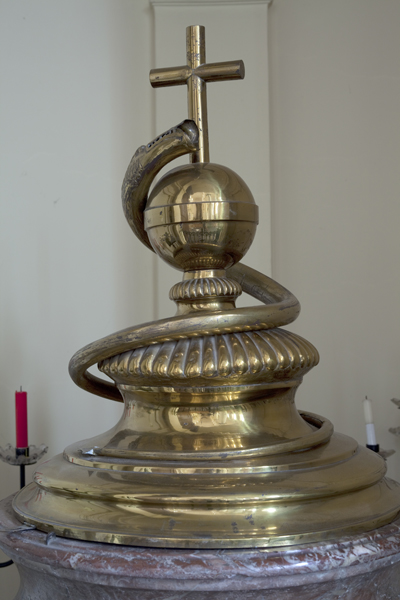
Doopvont
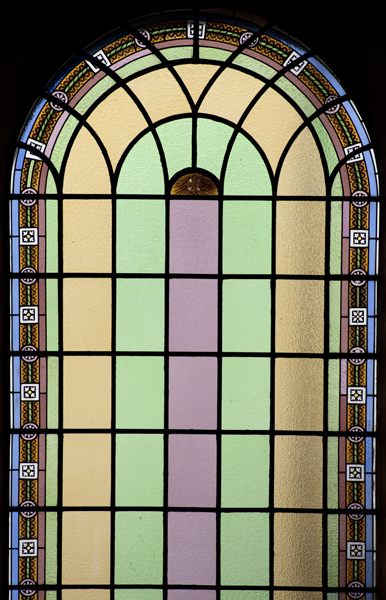
Glasraam